# Campanula transtagana
Campanula transtagana är en klockväxtart som beskrevs av Rosette Mercedes Saraiva Batarda Fernandes. Campanula transtagana ingår i släktet blåklockor, och familjen klockväxter. Inga underarter finns listade i Catalogue of Life.